# Baimaclia (Căușeni)
Baimaclia è un comune della Moldavia situato nel distretto di Căușeni di 2.571 abitanti al censimento del 2004

## Località
Il comune è formato dall'insieme delle seguenti località: (popolazione 2004)
- Baimaclia (1 966 abitanti)
- Surchiceni (605 abitanti)